# Ivan Kojedoub
Ivan Nikitovitch Kojedoub (en russe : Иван Никитович Кожедуб) est un aviateur soviétique, né le 8 juin 1920 et décédé le 12 août 1991. As soviétique de la Seconde Guerre mondiale, il est considéré comme le pilote des forces aériennes alliées ayant abattu le plus grand nombre d'appareils ennemis au cours de la guerre. Il fut distingué à trois reprises par le titre de Héros de l'Union soviétique.

## Carrière
Ivan Kojedoub est né le 8 juin 1920 dans une famille paysanne d'Obrajievka (en russe : Ображиевка), un village de l'actuelle oblast de Soumy, en Ukraine.  Il fit des études de chimie à Chostka et apprit à piloter dans l'aéroclub de la même ville.
Officier ayant le grade de commandant au sein de l'armée de l'air soviétique, il revendique à partir du 6 juillet 1943 :
- 330 missions
- 120 duels aériens
- 62 avions ennemis abattus, dont un chasseur à réaction Me 262, le seul abattu par un pilote soviétique durant la guerre.

En avril 1951, il commanda la 324e division aérienne, déployée en Chine pour appuyer la Corée du Nord pendant la guerre de Corée. Cependant, il n'eut pas le droit de participer à des missions de combat.

## Décorations
Principaux titres et décorations reçus par Ivan Kojedoub :
- Trois fois Héros de l'Union soviétique :

le 7 février 1944 (médaille no 1472)
le 19 août 1944 (médaille no 36)
le 18 août 1945 (médaille no 3)
- Ordre de Lénine à deux reprises
- Ordre du Drapeau rouge à sept reprises
- Ordre d'Alexandre Nevski
- Ordre de la Guerre patriotique de 1re classe
- Ordre de l'Étoile rouge  à deux reprises
- Ordre du Service pour la Patrie dans les Forces armées de 2e et 3e classe